# 伊豆急行3000系電力動車組

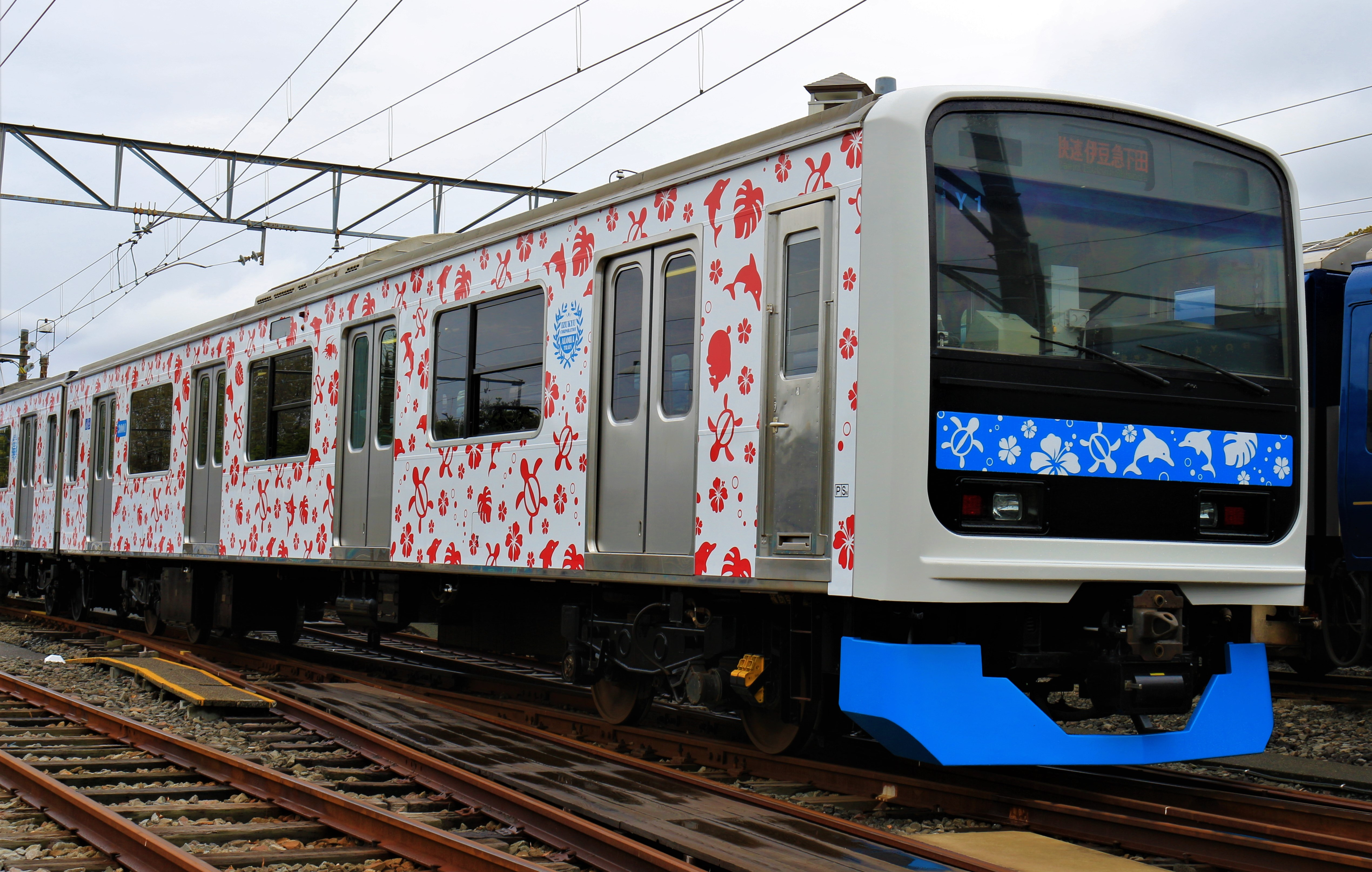
蓝色一侧的领头车

伊豆急行3000系電車是伊豆急行拥有的列车。绰号是“阿罗哈電车”。

## 概要
为了更换老化的8000系，将JR东日本房总地区剩餘的209系2100番台（原京滨东北线/根岸线0系）转移改造。原型車是 6 节车厢的火车，改裝後缩短为 4 节车厢。
轉讓209系2100番台的理由如下：
- 為來自直通運行夥伴，JR 东日本的车辆
- 為VVVF变频控制，通过提高性能有望降低成本。
- 洗手間、橫向座椅、电动车钩、车内資訊显示器等在從京滨东北线改建时就已设置完毕，因此无需大规模改造。
- 设备在JR东日本时代已更新，可以长期运营。

## 改造内容

### 編成
编成与新旧车号对比如下表所示。括号内的数字是房总地区和京滨东北线时代的編號。
|      |        | ←伊東・熱海方向伊豆急下田方向→ |                            |                            |                            |
| 形式 | 形式   | KuHa3000 （Tc）                | ◇ MoHa3100 （M）           | MoHa3200 （M'）            | KuHa3050 （Tc）            |
| 編成 | Y1編成 | 3001 （KuHa209-2109 ← 48）     | 3101 （MoHa209-2118 ← 96） | 3201 （MoHa208-2118 ← 96） | 3051 （KuHa208-2109 ← 48） |
| 編成 | Y2編成 | 3002 （KuHa209-2101 ← 26）     | 3102 （MoHa209-2102 ← 52） | 3202 （MoHa208-2102 ← 52） | 3052 （KuHa208-2101 ← 26） |

## 運用
自2022年4月30日起开始於伊豆急行線上定期服務 。最初仅在伊豆急行線內营運，同年6月13日开始駛入JR伊东线。
此外，该系列是以结合两列列车共8节车厢列车运行为前提引入的 ，但最初并没有連结，而是单独使用4节车厢列车运行 。

## 脚注
1. 1 2   (PDF) (新闻稿). 伊豆急行. 2022-04-19  [2022-04-19]. （原始内容 (PDF)存档于2022-04-19） （日本語）.
2. 1 2  若林健矢. . 東洋経済新報社. 2022-04-30  [2023-02-18]. （原始内容存档于2022-05-03）.
3. ↑   (PDF) (新闻稿). 伊豆急行. 2022-03-04  [2022-03-07]. （原始内容 (PDF)存档于2022-03-07） （日本語）.
4. ↑   (PDF) (新闻稿). 伊豆急行. 2021-07-07  [2021-07-07]. （原始内容 (PDF)存档于2021-07-07） （日本語）.
5. 1 2  . 静岡新聞. 2022-05-02  [2023-02-16]. （原始内容存档于2023-03-04） （日本語）.
6. ↑   (PDF). 伊豆急行.   [2022-05-04]. （原始内容存档 (PDF)于2022-05-28） （日本語）.
7. ↑   (PDF). 伊豆急行.   [2022-05-04]. （原始内容存档 (PDF)于2022-05-28） （日本語）.
8. ↑  . 伊豆急行.   [2022-06-07]. （原始内容存档于2023-03-16）.
9. ↑  . 乗りものニュース. メディア・ヴァーグ. 2022-04-19  [2022-05-04]. （原始内容存档于2023-03-16） （日语）.

## 相关项目
- JR東日本209系電車
- 東京臨海高速鐵道70-000系電車